# Trespass (film)
A Trespass 1992-ben bemutatott amerikai akciófilm Walter Hill rendezésében. A forgatókönyv alapjául szolgáló sztorit Bob Gale és Robert Zemeckis írta meg 1977-ben, amelyet utána több alkalommal átdolgoztak. A főbb szerepekben Bill Paxton, Ice-T, William Sadler és Ice Cube látható.
Az Amerikai Egyesült Államokban 1992. december 25-én mutatták be a mozikban az Universal Pictures forgalmazásában.

## Cselekmény
Vince és Don arkansasi tűzoltók. Egy égő házban egy hisztérikusan viselkedő idős férfi egy térképet ad nekik, majd a lángok közé veti magát. Don kutatómunkát végez és rájön: a férfi tolvaj volt és nagy mennyiségű aranyat lopott el, amit egy elhagyatott épületben rejtett el. Az épület átkutatása közben gyilkosság szemtanúi lesznek és magukra vonják egy utcai banda figyelmét, ezért menekülni kényszerülnek.

## Szereplők
| Szerep       | Színész          | Magyar hang          |
| ------------ | ---------------- | -------------------- |
| Vince        | Bill Paxton      | Forgács Péter        |
| James király | Ice-T            | Szirtes Gábor        |
| Don          | William Sadler   | Csernák János        |
| Savon        | Ice Cube         | Galambos Péter       |
| Bradlee      | Art Evans        | Rajhona Ádám         |
| Lucky        | De'voreaux White | Dózsa Zoltán         |
| Raymond      | Bruce A. Young   | Szabó Sipos Barnabás |
| Luther       | Glenn Plummer    | Reisenbüchler Sándor |
| Wickey       | Stoney Jackson   | Balázsi Gyula        |
| Video        | T.E. Russell     | Rosta Sándor         |
| Cletus       | Tommy Lister Jr. | Both András          |
| Goose        | John Toles-Bey   | Haás Vander Péter    |
| Moon         | Byron Minns      |                      |
| Davis        | Tico Wells       | Mikula Sándor        |

## A film készítése
1977-ben Bob Gale és Robert Zemeckis forgatókönyvírók megírták a The Looters című film szkriptjét. Ezt később többször átdolgozták, részben azután, hogy Ice-T és Ice Cube rapperek szerepet kaptak a filmben. Walter Hill akkor vállalta el a rendezést, amikor A szökevény című film elkészítését (melynek eredetileg a rendezője lett volna) el kellett halasztani. A főszerepek megformálására Samuel L. Jackson, Patrick Swayze, Matt Dillon és Val Kilmer neve is felmerült.
A The Looters címmel futó projekt forgatása 1991. november 4-én kezdődött, 15 milliós költségvetés mellett. A jelenetek nagy részét Memphisben és Atlantában vették fel.
1992. július 4-re tervezték a bemutatót, de a Los Angeles-i zavargások miatt elhalasztották. A film címét (Looters, azaz Fosztogatók) az eseményekre való tekintettel megváltoztatták. Felmerült, hogy sosem mutatják be, mivel az egyik jelenetben egy afroamerikai férfi gépfegyverrel egy fehér férfira támad. Bob Gale szerint helyes döntés volt elhalasztani a bemutatót, mert a mozik nem szívesen játszottak volna egy olyan filmet, mely erőszakhullámot generálhat. Ice Cube ezt a feltételezést rasszistának vélte az afroamerikaiakra nézve.
A tesztvetítések során a közönség negatívan fogadta a film befejezését, ahol Ice Cube és Ice T karakterei is meghaltak, így a film új zárást kapott. A régi és új jelenetek egyes részei is bekerültek a végleges változatba, ami a Trespass címet kapta.

## Bemutató és bevételi adatok
1992. december 25-én 1022 moziban tűzték műsorra az amerikai mozikban, a nyitó hétvégén 5 millió dolláros bevételt termelt. Összbevétele Észak-Amerikában 13,2 millió dollár lett.

## Fordítás
- Ez a szócikk részben vagy egészben  a   Trespass (1992 film) című angol Wikipédia-szócikk ezen változatának fordításán alapul.  Az eredeti cikk szerkesztőit annak laptörténete sorolja fel. Ez a jelzés csupán a megfogalmazás eredetét és a szerzői jogokat jelzi, nem szolgál a cikkben szereplő információk forrásmegjelöléseként.